# Hoàng vĩ
Hoàng vĩ hay hoàng vĩ độ, vĩ độ hoàng đạo, vĩ độ thái dương, vĩ độ thiên cầu, là một trong hai tọa độ có thể được sử dụng để xác định vị trí của một thiên thể trên thiên cầu trong hệ tọa độ hoàng đạo. Trong hệ tọa độ này, thiên cầu được chia thành hai bán cầu bởi mặt phẳng hoàng đạo (tức mặt phẳng quỹ đạo của Trái Đất). Khi quan sát từ Trái Đất, Mặt Trời di chuyển trên đường hoàng đạo và luôn luôn có hoàng vĩ bằng 0. Hoàng vĩ là góc về phía bắc hay về phía nam của đường/mặt phẳng hoàng đạo, tương tự như các vĩ độ trên Trái Đất là vị trí góc của một điểm trên Trái Đất ở phía bắc hay nam của xích đạo. Các hành tinh và phần lớn các thiên thể khác trong hệ Mặt Trời có xu hướng có hoàng vĩ nhỏ.